# Ігнащенко Анатолій Федорович

Могила Анатолія Ігнащенка

Ігна́щенко Анато́лій Фе́дорович (28 січня 1930, Захарівці — 5 квітня 2011, Київ) — український архітектор. Почесний дійсний член (академік) Національної академії мистецтв України (2006), член-кореспондент Академії архітектури України (з 1995 року). Заслужений діяч мистецтв України (2000), народний художник України (2010). Батько художниці Оксани Ігнащенко.

## Біографія
Народився 28 січня 1930 року в селі Захарівцях (тепер Хмельницького району Хмельницької області). У 1953 році закінчив архітектурний факультет Київського інженерно-будівельного інституту. Був учнем Йосипа Каракіса.
З 1953 по 1960 рік працював у проєктному інституті «Укрдіпрошахт», у 1960–1963 роках — архітектор науково-дослідного інституту експериментального проєктування, у 1963–1964 роках — архітектор «УкрНДІпроект». З 1964 року по 1966 рік — головний архітектор проєктного інституту «УкрНДІПмістобудування», у 1966–1969 роках — експерт художньо-експертної колегії Міністерства культури УРСР.
У 1969–1976 роках перебував на посаді архітектора художнього фонду Спілки художників УРСР. У 1976–1990 роках — архітектор-художник об'єднання «Художник» художнього фонду УРСР. З 1990 року на творчій роботі.
Помер 5 квітня 2011 року. Похований в Києві на Байковому кладовищі (ділянка № 42).

## Нагороди
Нагороджений орденами:
- Князя Ярослава Мудрого V ступеня (2006),
- «Знак Пошани» (1982).

Гран-прі Академії вишуканих мистецтв Парижа за пам'ятник Василю Порику у Франції.
Лауреат Державної премії УРСР ім. Т. Г. Шевченка (1974) — разом з Г. Н. Кальченко за пам'ятник Лесі Українці в м. Києві.
Лауреат премії Ленінського комсомолу (1980 р.).
Золота (1969 р.) та Срібна (1970 р.) медалі імені М. Б. Грекова.

## Основні роботи

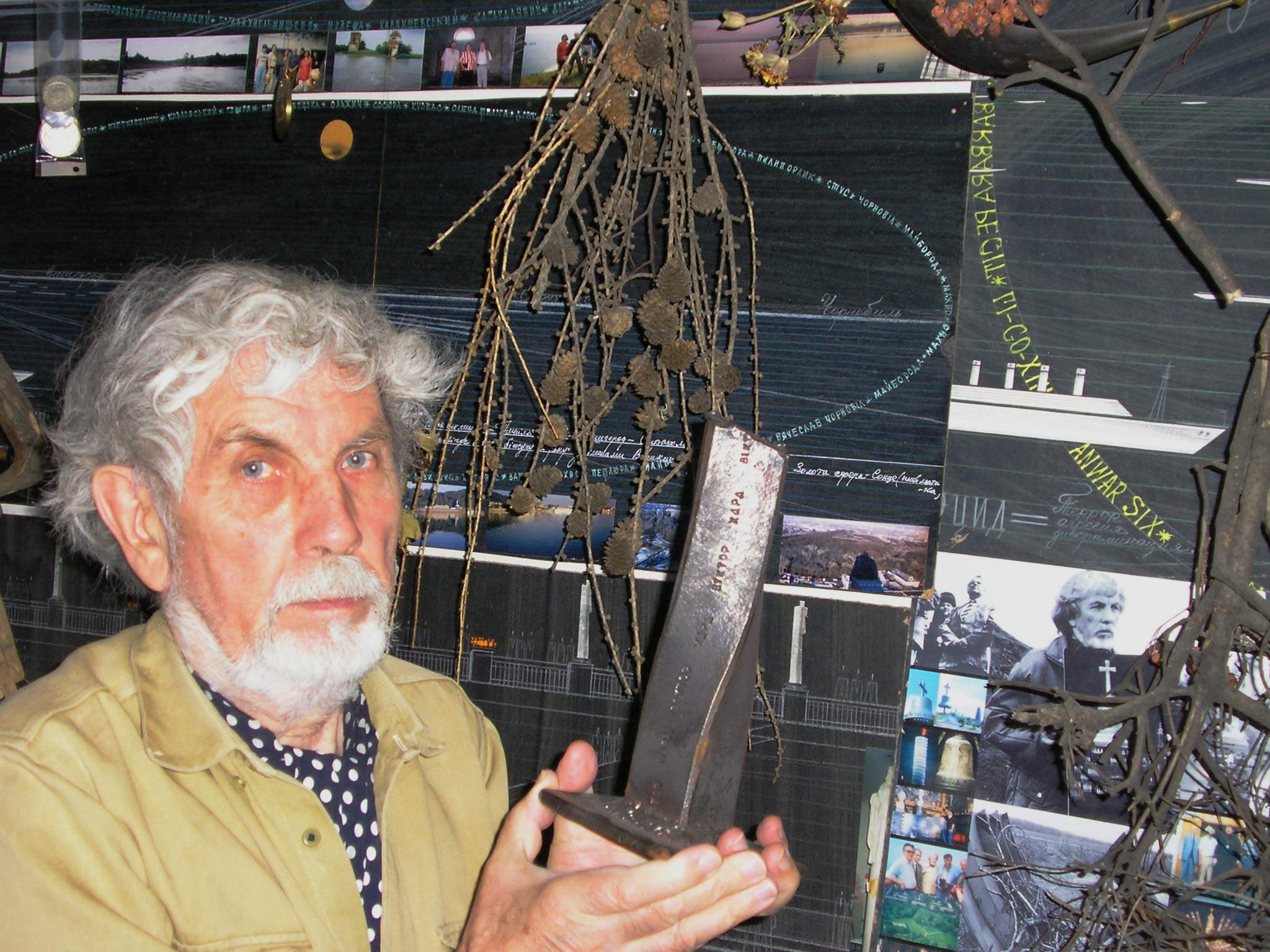
Анатолій Ігнащенко тримає макет пам'ятника Володимиру Висоцькому (не реалізований)

### Пам'ятники
- Лесі Українці (Київ, 1973; Ялта; Саскатун, Канада, 1976)
- Івану Козловському (с. Мар'янівка Київської області)
- Івану Котляревському (Київ, 1974)
- Олександру Довженку (смт Сосниця, 1970)
- Максиму Березовському і Дмитру Бортнянському (Глухів)
- Семену Гулаку-Артемовському (Городище, 1970)
- Василю Порику (Енен-Бомон, Франція, 1968)
- Івану Франкові (Вінніпег, Канада, 1980)
- Т. Г. Шевченку, О. С. Пушкіну, Волту Вітмену (Арроу-Парк, Нью-Йорк, США, 1970)
- Т. Г. Шевченку (Київ; Ашхабад; Париж, 1982; Білий Бор, Польща, 1989))
- Партизанам-ковпаківцям в м. Яремче Івано-Франківської області (1968);
- Чекістам (Київ, 1968, демонтовано 2016)
- Сидору Ковпаку (Путивль)
- Богдану Хмельницькому (Хмельницький)
- Марії Заньковецькій (Київ, 1971)
- Миколі Щорсу (Чернігів, 1977, демонтовано 2016)
- Миколі Подвойському (Чернігів, 1977)

### Меморіальні комплекси
- «Бабин Яр» (Київ, 1976)
- «Пагорб Слави» (Черкаси, 1973; Житомир, 1977)
- «Голодомор-33» (Лубни, 1993)
- «Савур-могила» на Донбасі (1992)

### Інтер'єри та експозиції музеїв
- Музею ім. Леніна (Київ, 1980)
- Музею М. Коцюбинського (Чернігів, 1979)
- Музею М. Островського (Шепетівка, 1980)
- Славутський історичний музей (Славута, 1985)
- Гобелен «Чумацький шлях» 12×4 м у музеї Івана Франка в Канаді (м. Вінніпег).
- Київський обласний археологічний музей (с. Трипілля, Київська область)

### Інше
- Київський метрополітен, станція «Дніпро» (1960)[1].

## Галерея

Пам'ятник Лесі Українці
Пам'ятник Івану Котляревському
Пам'ятник Чекістам (демонтований)
Пам'ятник Марії Заньковецькій
Пам’ятник на могилі Василя Порика в Енен-Бомоні